# Сигов, Алексей Алексеевич
Алексей Алексеевич Си́гов (1903 —1983) — советский металлург.

## Биография
Родился в 1903 году в Санкт-Петербурге. В 1912—1918 годах учился в школе Карла Мая.
Окончил УПИ имени С. М. Кирова.
В 1920—1930-х годах работал на металлургических заводах Урала (Нижне-Сергинском и Алапаевском), Надеждинском заводе.
В 1940-е годы научный сотрудник УФАН.
В последующем работал в институте газа АН УССР, КПИ на кафедрах Металлургии, доменного производства и теории металлургических процессов.
В 1963-1983 гг. зав. отделом применения природного газа в металлургии и научный консультант института газа.
Доктор технических наук, профессор.
Скончался 7 марта 1983 года в Киеве.

### Семья
Жена — Елизавета Васильевна Крохина
- сын — Борис Алексеевич
- дочь — Людмила Алексеевна.

## Публикации
- Агломерационный процесс [Текст] / А. А. Сигов, В. А. Шурхал. — [Киев : Техніка, 1969]. — 232 с. : граф. ; 21 см.
- Теория металлургических процессов [Текст] : Конспект лекций, прочит. студентам специальности литейного производства металлург. фак. КПИ / Доц. А. А. Сигов ; МВО УССР. Киев. ордена Ленина политехн. ин-т. Кафедра металлургии. - Киев : [б. и.], 1959. - 1 т.; 19 см.  Ч. 1. - 1959. - 208 с.   Ч. 2. - 1959. - 138 с. : ил.

## Награды и премии
- Сталинская премия II степени (10 апреля 1942) — за разработку и внедрение в производство технологического процесса выплавки углеродистого феррохрома в доменных печах

## Внешние ссылки
- http://dspace.nbuv.gov.ua/bitstream/handle/123456789/49759/12-Yavoisky.PDF?sequence=1
- http://www.inventor.perm.ru/persons/inventor_g_grzhimaylo.htm